# Rząd Heinricha Witteka
Rząd Heinricha Witteka - prowizoryczny urzędniczy rząd austriacki, rządzący Cesarstwem Austriackim od 21 grudnia 1899 do 18 stycznia 1900.

## Skład rządu
- premier - Heinrich Wittek
- rolnictwo – Ferdinand Blumfeld
- handel – Franz Stibral
- wyznania i oświata – Alfred Bernd
- finanse – Adolf Jorkasch-Koch
- sprawy wewnętrzne – Josef Stummer
- sprawiedliwość – Ferdinand Schrott
- koleje – Heinrich Wittek
- obrona krajowa – Zeno Welserheimb
- minister bez teki (do spraw Galicji) - Kazimierz Chłędowski